# Змеиный (Ленинградская область)
Змеи́ный — посёлок Рахьинского городского поселения Всеволожского района Ленинградской области.

## История
На топографической карте РККА 1931 года, к югу от отметки высоты 39,0 м, на месте современного посёлка обозначен отдельно стоящий дом.
Как посёлок Змеиный начинает упоминаться на картах во второй половине XX века.
Один из сохранившихся рабочих посёлков на бывших Ириновских торфоразработках.
По данным 1966, 1973 и 1990 годов посёлок Змеиный входил в состав Вагановского сельсовета.
В 1997 году в деревне проживали 12 человек, в 2002 году — 8 человек (русских — 100%), в 2007 году — 10.

## География
Находится в восточной части района на автодороге 41К-303 (Подъезд к пос. Змеиный), к югу от посёлка Ириновка и Дороги жизни.
Расстояние до административного центра поселения — 5 км.
Через посёлок протекает ручей Толстый.

## Демография
| 2007 | 2010 | 2017 |
| ---- | ---- | ---- |
| 10   | ↗25  | ↘10  |

Национальный состав
Согласно данным Всероссийской переписи населения 2021 года в посёлке проживали 132 человека, из них русские — 97 человек, остальные национальность не указали.

## Инфраструктура
Рядом с посёлком ведётся активное коттеджное строительство.